# Уянаев, Чомай Баталович
Чомай Баталович Уянаев (карач.-балк. Уяналаны Баталны жашы Чомай; 7 [20] апреля 1914, Кашхатау, Терская область — 4 февраля 1985 — 4 февраля 1985) — советский партийный и государственный деятель. Председатель Президиума Верховного Совета Кабардино-Балкарской АССР с 1959 по 1967 гг. Депутат Верховного Совета СССР и Верховного Совета РСФСР. Репрессирован, реабилитирован посмертно. По национальности балкарец.

## Биография
- 1935 — 1940 — работал по линии образования: преподаватель, директор школы в п. Кашхатау, заведующий Чегемским, Хуламо-Безенгиевским районным отделом народного образования (Кабардино-Балкарская автономная область)
- 1941—1946 — депутат Верховного Совета СССР I-го созыва[2]
- 1940—1941 — народный комиссар просвещения Кабардино-Балкарской АССР
- 1941—1944 — заведующий отделом административных органов, помощник секретаря Кабардино-Балкарского областного комитета ВКП(б)
- 1944—1957 — во время депортации балкарцев был сослан в Киргизскую ССР и находился в Ивановском районе (Киргизской ССР)
- 1957 — 1959 — заместитель председателя СМ Кабардино-Балкарской АССР
- 1959—1967 — председатель Президиума Верховного Совета Кабардино-Балкарской АССР[3]
- 1959 — 1963 — депутат Верховного Совета РСФСР V-го созыва[4]
- 1963 — 1967 — депутат Верховного Совета РСФСР VI-го созыва[5]
- 1967 — 1976 — председатель Государственной плановой комиссии при СМ Кабардино-Балкарской АССР[6]
- Умер 4 февраля 1985 года[7].

## Семья
Уянаев Баттал Карамурзаевич — отец
Уянаева Бица Гоппановна — мать
- Хаджи-мурат (1931 — ?) — брат, начальник отдела почтовой связи Черекского района КБР
- Валентина (Баблук) (1922—2002) — сестра, актриса Балкарского драмтеатра, окончила ГИТИС[8]
- Биберт (1933 — ?) — брат
- Бабуна (1935 — ?) — сестра
- Хасан (1937 — ?) — брат, директор школы-интерната с. Бабугент
- Зухра (1919 — 08.08.1998) — сестра[9]
- Ануар (? — ?) — брат

Чакау Османовна (1918 — ?) — жена
- Владимир (р. 1939) — сын, мастер спорта по тяжелой атлетике
- Жанна - дочь

## Награды
- Орден «Знак Почёта»[10]